# زبان بلتی
زبان بَلتی شاخه‌ای از لَداخی-بلتی است که آن هم بخشی از زبان تبتی به‌شمار می‌رود. زبان بلتی در ایالت گلگت-بلتستان در شمال شرق پاکستان و در قلمرو اتحادیه لَداخ هندوستان رواج دارد.

## کتابهای بلتی
- قرآن مجید با ترجمه بلتی ( مترجم: محمد یوسف حسین آبادی)
- گلدسته عباس ( مجموعه ی اشعار در مدایح اهل بیت، اثری از ملک الشعرای منطقه سید بواشاه عباس)
- زبدة المناقب ( مجموعه مدایح از شعرای قدیم وجدید بلتی)
- ریاض الحسینی ( مجموعه مراثی و نوحه اثری از آخوند حسین قمراه )
- گلزار حسن ( دیوان شاعر اهل بیت آخوند حسن رگیه یُل)
- بلتی لغت ( راجه محمد علی شاه صبا)
- بلتی قاعده

1. ↑  زبان بلتی at اتنولوگ (18th ed., 2015)
2. ↑  Nordhoff, Sebastian; Hammarström, Harald; Forkel, Robert; Haspelmath, Martin, eds. (2013). "Balti". Glottolog 2.2. Leipzig: Max Planck Institute for Evolutionary Anthropology. {{cite book}}: Invalid |display-editors=4 (help)
3. ↑  «زبان پاکستان». زبان. بایگانی‌شده از اصلی در ۲۰ سپتامبر ۲۰۲۲. دریافت‌شده در ۲۰۲۲-۰۹-۱۹.